# Euphyllodromia hystrix
Euphyllodromia hystrix es una especie de cucaracha del género Euphyllodromia, familia Ectobiidae.

## Distribución
Esta especie se encuentra en Colombia, Venezuela, Ecuador, Perú y Costa Rica.